# 杉戸高野台駅
杉戸高野台駅（すぎとたかのだいえき）は、埼玉県北葛飾郡杉戸町高野台東一丁目にある、東武鉄道日光線の駅である。駅番号はTN 01。
杉戸町における唯一の鉄道駅であるが、杉戸町中心部（旧杉戸宿）へは当駅より東武動物公園駅の方が近い。日光線内では板倉東洋大前駅に次いで南栗橋駅と並び2番目に新しい駅である。

## 歴史
- 1986年（昭和61年）8月26日 - 開業[1]。
- 1999年（平成11年）
  - 3月23日 - 西口（計2基）に車椅子対応型エスカレーター設置、運用開始[2]。
  - 12月20日 - 東口（計2基）に車椅子対応型エスカレーター設置、運用開始[3]。
- 2000年（平成12年）1月31日 - 上下ホーム（東武動物公園寄り階段、計2基）に車椅子対応型エスカレーター設置、運用開始[4]。
- 2003年（平成15年）3月19日 - 帝都高速度交通営団（現・東京地下鉄）日比谷線、半蔵門線、東京急行電鉄田園都市線直通運転列車の停車開始。
- 2006年（平成18年）
  - 3月18日 - ダイヤ改正に伴いこれまで浅草駅 - 南栗橋駅・新栃木駅間を結んだ準急が日中は浅草駅 - 北千住駅間の普通列車に格下げされる形で廃止され、浅草駅へ向かう列車が大幅に削減された。日中の浅草駅方面の運用は新設された野岩鉄道会津鬼怒川線、会津鉄道会津線直通運転列車の区間快速のみとなり、当駅は停車駅となった。東京メトロ半蔵門線・東急田園都市線直通の列車は通勤準急が急行に、区間準急が準急に名称変更され当該直通列車の本数が増加した。これまでの準急は区間急行に名称変更され、こちらの運用も削減された。浅草駅発着の区間準急も停車駅となった[5]。
  - 3月20日 - 特急「きりふり」283号（現：285号）停車開始（2017年4月20日終了）。
- 2009年（平成21年）3月25日 - コンコース、上下ホームにLED式発車標及び西口・東口、上下ホーム（計4基）にエレベーター設置、運用開始。
- 2010年（平成22年）2月18日 - 一部の自動改札機をPASMO専用改札機に切替。
- 2011年（平成23年）11月4日 - 発車案内放送装置（発車メロディ）設置、運用開始。
- 2012年（平成24年）3月17日 - 駅ナンバリング導入。TN-01の番号付与。
- 2013年（平成25年）3月16日 - ダイヤ改正に伴い区間快速の快速運転区間が新大平下駅までとなり、当駅は通過となった[6]。東京メトロ日比谷線への直通列車が大幅に増加した[6]。
- 2017年（平成29年）4月21日 - 浅草駅を18時以降に発車する下り特急列車（「けごん」「リバティけごん」「きぬ」「しもつけ」）停車開始[7]。

## 駅構造
島式ホーム2面4線の地上駅で、橋上駅舎を有している。PASMO対応自動改札機設置駅。定期券は自動券売機で購入可（有人の販売所はない）。
2011年（平成23年）11月4日より、発車メロディが導入された。

### のりば
| 番線 | 路線                   | 方向 | 行先 |
| ---- | ---------------------- | ---- | --- |
| 1・2 | 東武スカイツリーライン | 上り | 東武動物公園・北千住・とうきょうスカイツリー・浅草・ 日比谷線 中目黒・ 半蔵門線 渋谷・ 東急田園都市線 中央林間方面 |
| 3・4 | 日光線                 | 下り | 南栗橋・新栃木・東武日光・ 鬼怒川線 鬼怒川温泉方面                                                                 |

- 上記の路線名は旅客案内上の名称（「東武スカイツリーライン」は愛称）で表記している。当駅は日光線の途中駅であるが、特急列車を除いた南栗橋駅からの列車の大多数が東武スカイツリーライン区間と一体の運用となっているため、上り浅草方面は便宜上直通先の名称で案内されている。
- 本線は内側にある2番線と3番線である。外側にある1番線と4番線は、特急通過時や回送の待避などに使われる。
- 2003年3月19日から設定された日比谷線直通列車は南栗橋発中目黒行の上り1本のみ停車していたが（定刻8時15分発）、2013年3月16日のダイヤ改正により日比谷線直通列車が多数設定され、下り列車も停車するようになった[6]。なお、2017年4月21日のダイヤ改正により下り電車の行先は特急列車を除き全て南栗橋行きとなったため[7]、特急以外の種別で南栗橋以北（新栃木方面）に向かう場合は、南栗橋駅で対面乗り換えとなる。
- 2017年4月21日のダイヤ改正により、浅草駅を18時以降（現行ダイヤでは17時59分以降）に発車する全ての下り特急列車（夜行を除く）が停車するようになった。このダイヤ改正以前は「きりふり」285号（定刻22時15分発）のみが停車し、当駅で乗車する際の特急券は不要であった。なお、当駅停車の上り特急列車は設定されていない。
- 駅構内外のエレベーター設置（2008年度）と同時に駅構内の案内板をピクトグラムを用いたデザインに一新した。ホームにあった吊下式駅名標と路線図は撤去され、路線図・所要時間（東武線・日比谷線・半蔵門線）と一体型になった自立式駅名標が設置された。また、LED式発車標（運行情報案内表示付き）も2009年3月より改札口と上下ホームで設置・運用を開始した。これまでは運行情報案内表示器が券売機前に設置されていたが、発車標の設置前に撤去された。
- 2009年度には、PASMO専用改札機の導入と自動券売機のバリアフリー化が行われ、同時に東口の駅名看板が取り換えられた。

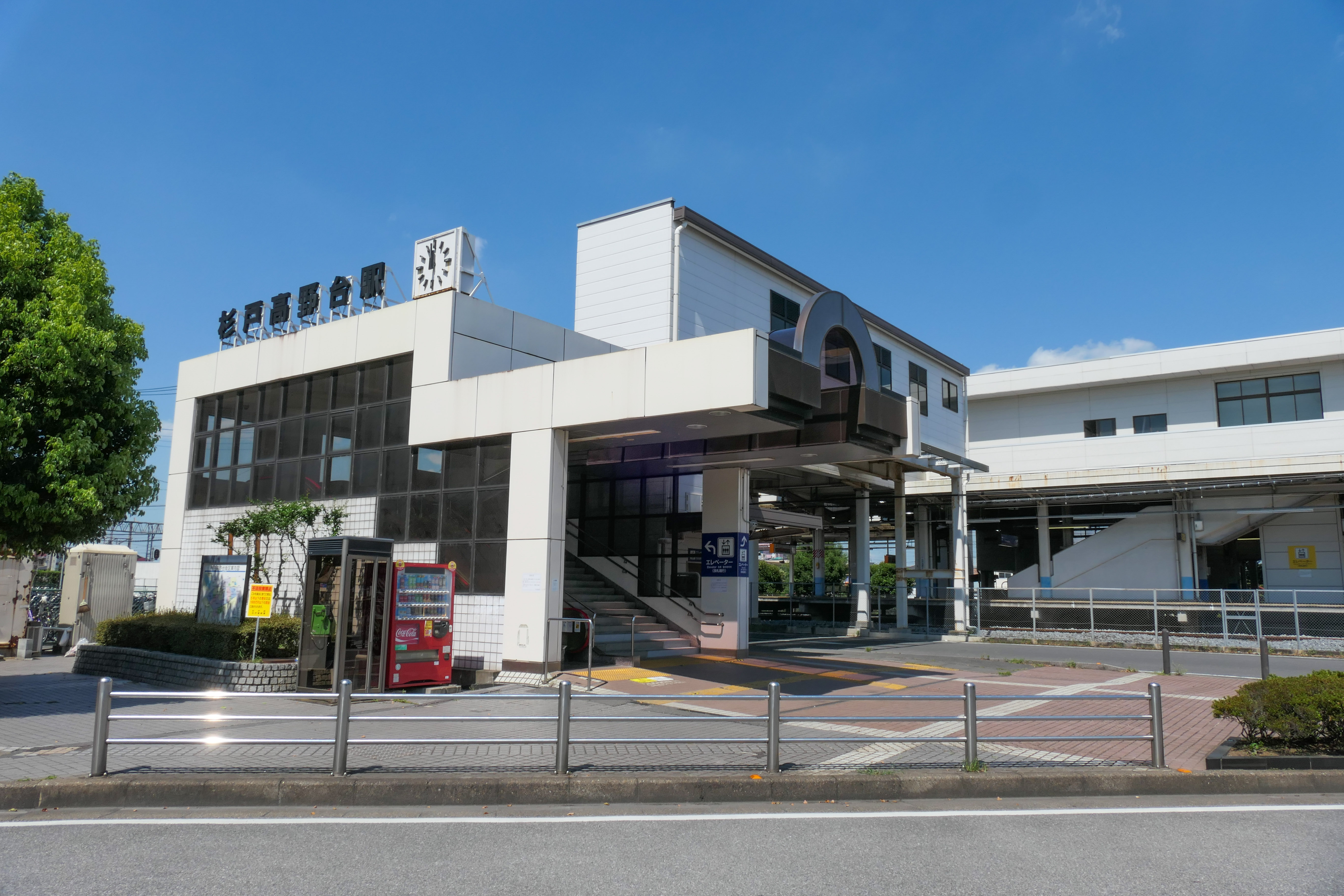
西口外観（2021年7月）
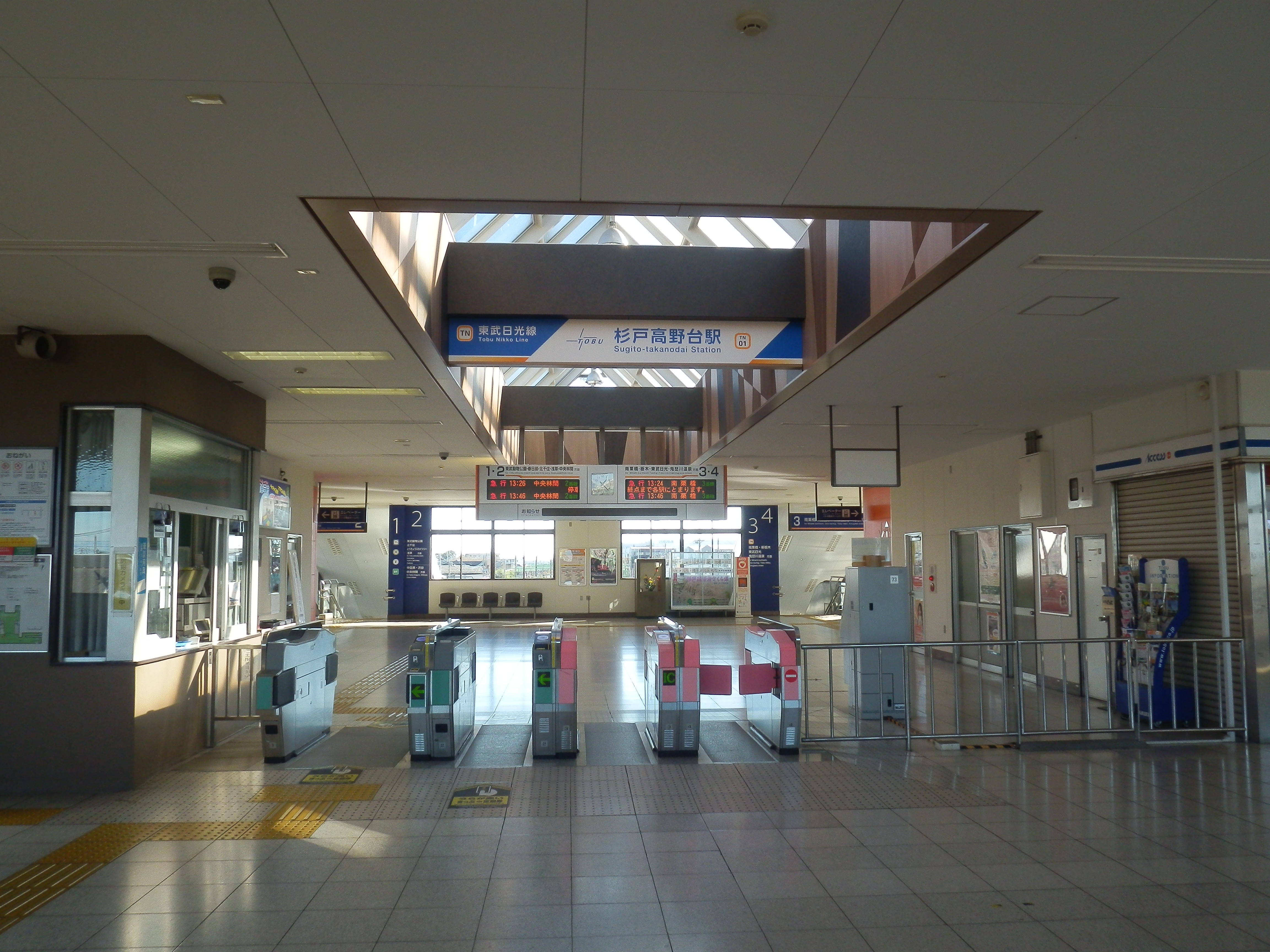
改札口（2023年11月）
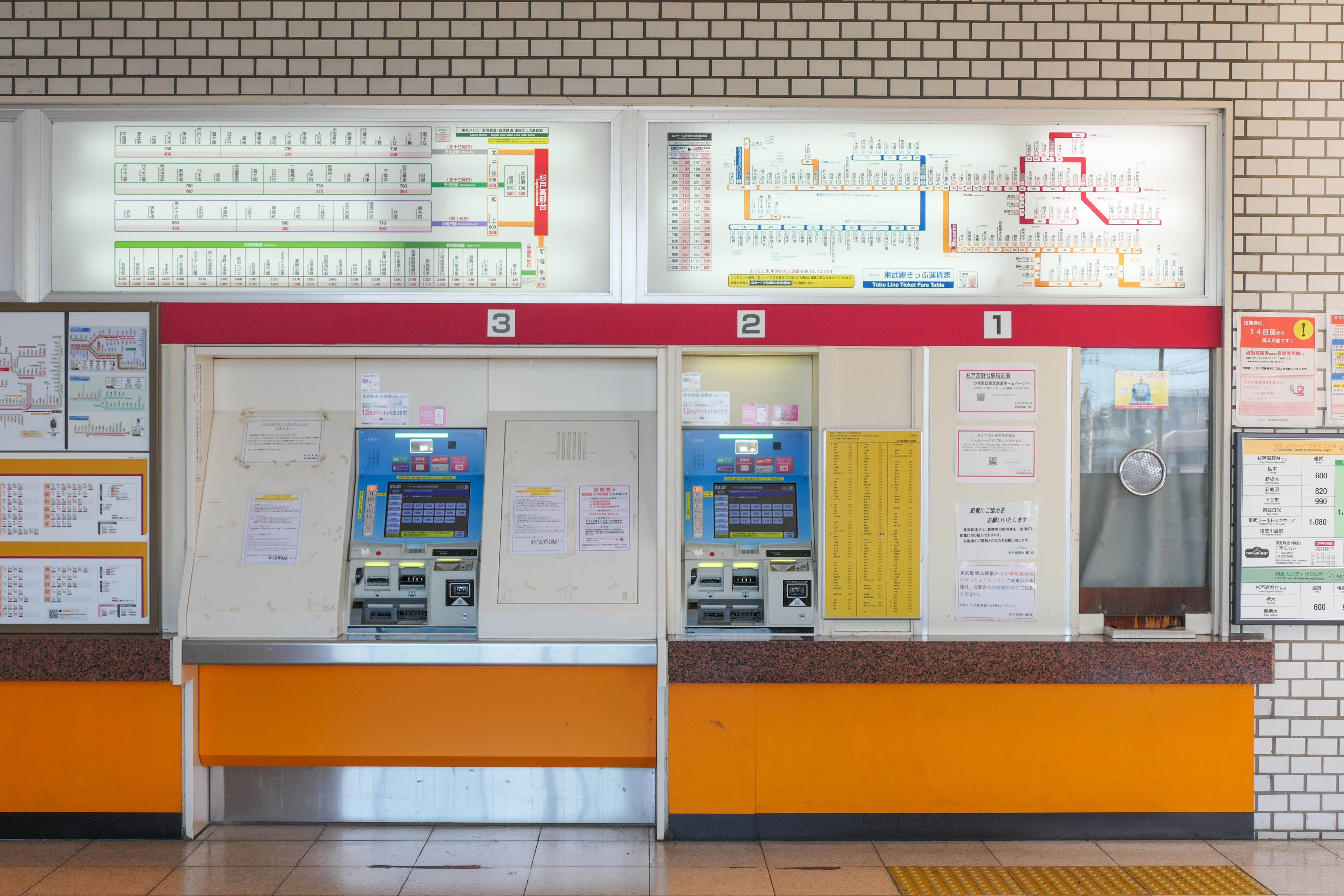
自動券売機（2021年7月）
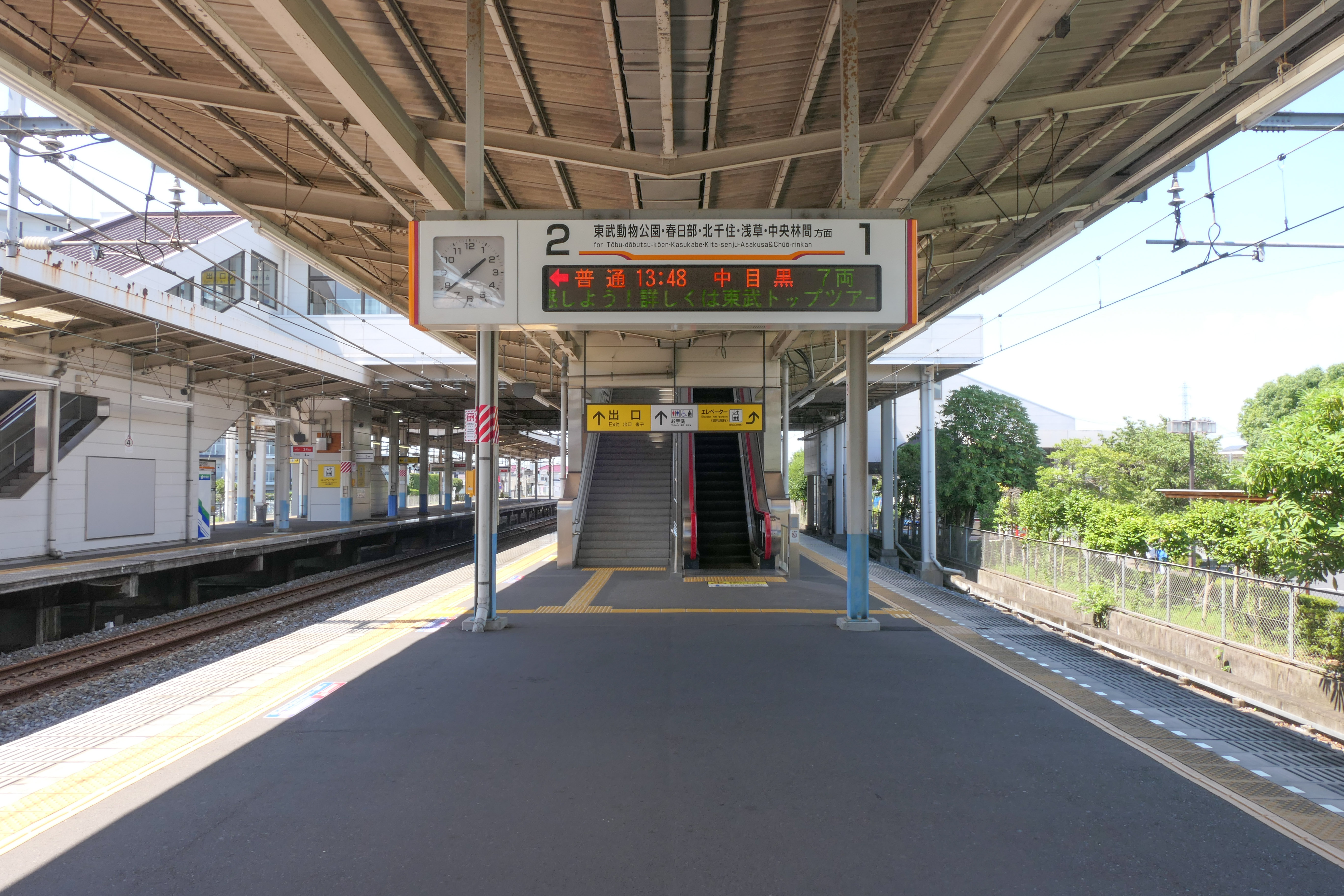
1・2番線ホーム（2021年7月）
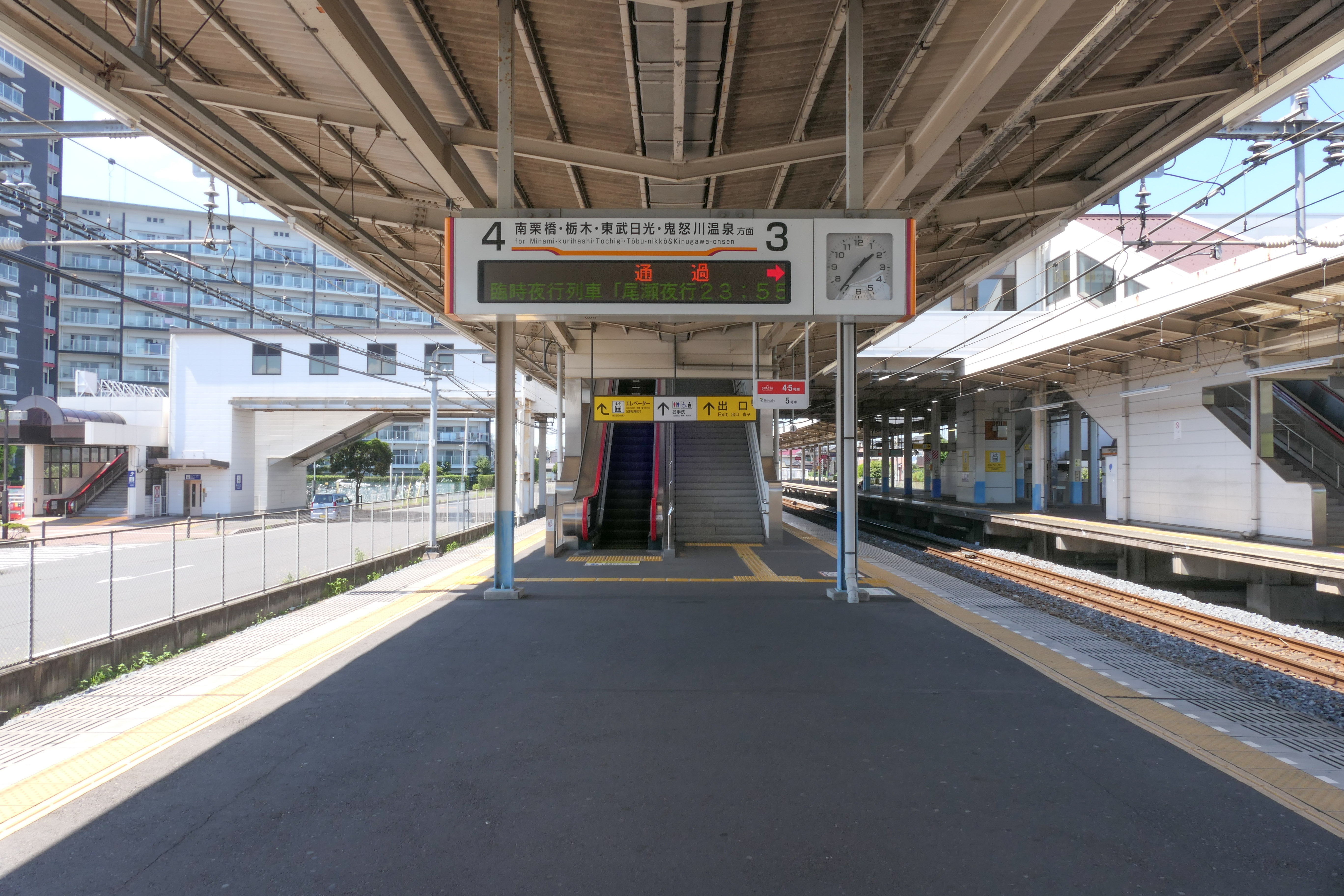
3・4番線ホーム（2021年7月）

## 利用状況
2024年度の1日平均乗降人員は9,935人である。杉戸町・高野台地区のほか、隣接する幸手市・栄地区からの利用客も多い。
近年の1日平均乗降人員および乗車人員の推移は下記の通り。
| 年度               | 一日平均 乗降人員 | 一日平均 乗車人員 | 出典       |
| ------------------ | ----------------- | ----------------- | ---------- |
| 1998年（平成10年） | 12,101            |                   |            |
| 1999年（平成11年） | 12,277            |                   |            |
| 2000年（平成12年） | 12,519            | 6,455             |            |
| 2001年（平成13年） | 12,623            |                   |            |
| 2002年（平成14年） | 12,197            |                   |            |
| 2003年（平成15年） | 12,080            |                   |            |
| 2004年（平成16年） | 12,027            |                   |            |
| 2005年（平成17年） | 12,021            | 6,030             |            |
| 2006年（平成18年） | 12,019            |                   |            |
| 2007年（平成19年） | 12,218            |                   |            |
| 2008年（平成20年） | 12,575            |                   |            |
| 2009年（平成21年） | 12,552            |                   |            |
| 2010年（平成22年） | 12,572            | 6,293             |            |
| 2011年（平成23年） | 12,556            | 6,275             |            |
| 2012年（平成24年） | 12,954            | 6,465             |            |
| 2013年（平成25年） | 13,114            | 6,546             |            |
| 2014年（平成26年） | 12,553            |                   |            |
| 2015年（平成27年） | 12,230            |                   |            |
| 2016年（平成28年） | 12,062            |                   |            |
| 2017年（平成29年） | 11,939            | 5,980             |            |
| 2018年（平成30年） | 11,785            | 5,900             |            |
| 2019年（令和元年） | 11,512            | 5,768             |            |
| 2020年（令和02年） | 8,955             |                   | [ 東武 3 ] |
| 2021年（令和03年） | 9,387             | 4,705             | [ 東武 4 ] |
| 2022年（令和04年） | 9,776             | 4,897             | [ 東武 5 ] |
| 2023年（令和05年） | 10,011            | 5,015             | [ 東武 6 ] |
| 2024年（令和06年） | 9,935             | 4,979             | [ 東武 1 ] |

## 駅周辺
近隣に比べて市街地が新しく、駅周辺に大きな集客力を持つほどの商店はない。ただし、小規模の飲食店、スーパーマーケットやドラッグストアはあり、加えて徒歩圏内に大型ホームセンターも存在するため、日常生活物資の調達については著しい不自由がある地域ではない。
西口方面は高等部の生徒数が約1,500人にもなる私立の中高一貫校、昌平中学・高等学校が所在しているということもあり、朝ラッシュ時には生徒で賑わう。

### 東口
- 国道4号
- 幸手団地
- ジョイフル本田幸手店
- カワチ薬品幸手店
- 文真堂書店タイムクリップ 幸手店

### 西口
- 杉戸警察署杉戸高野台駅前交番
- 杉戸高野台郵便局
- 武蔵野銀行杉戸高野台支店
- 埼玉りそな銀行杉戸高野台駅前出張所
- 杉戸町立西小学校
- 杉戸町立高野台小学校
- 昌平中学・高等学校
- TOPPANホールディングス総合研究所
- 化学物質評価研究機構東京事業所
- マルヤ高野台店
- セキ薬品本部
  - 高野台店

## バス路線

### 東口
2024年1月1日以降、東口発着路線は設定されていない。

### 西口
杉戸高野台駅西口
- 朝日自動車
  - SU11：昌平高校 ※開校日朝運転

高野台駅西口
- 杉戸町内巡回バス
  - 西コース：杉戸町役場・東埼玉総合病院・すぎとピア方面[13][14]

## 隣の駅
東武鉄道
 日光線（  東武スカイツリーライン直通）
- ■特急「けごん」「きぬ」・■特急「リバティけごん」一部停車駅（下りのみ）

■急行・■区間急行・■準急・■区間準急・■普通
東武動物公園駅 (TS 30) - 杉戸高野台駅 (TN 01) - 幸手駅 (TN 02)